# Черепівка (зупинний пункт)
Черепівка — пасажирський залізничний зупинний пункт Жмеринської дирекції Південно-Західної залізниці на дільниці Старокостянтинів I — Гречани між роз'їздом Климашівка (4 км) та зупинним пунктом Осташки (4 км). Розташований за 0,5 км на південь від села Велика Калинівка Хмельницького району Хмельницької області. Відкритий 1954 року.

## Пасажирське сполучення
На зупинному пункті Черепівка зупиняються приміські поїзди сполученням Шепетівка — Гречани / Хмельницький